# سیارک ۲۲۰۸۰
سیارک ۲۲۰۸۰ (به انگلیسی: 22080 Emilevasseur، نامگذاری:2000AS161) بیست و دو هزار و هشتادمین سیارک کشف شده‌است که در ۴ ژانویه ۲۰۰۰ کشف شد.
قدر مطلق سیارک برابر ۱۷.۸ است.